# Nevado Condoriri
Der Nevado Condoriri (auch einfach Condoriri) ist mit 5648 m der höchste Berg der Condoririgruppe in Bolivien.

## Geschichte

### Entstehung des Namens
Der Name Condoriri ist die spanische Schreibweise des Aymara-Wortes Kunturi für Kondor. Zusammen mit den beiden Nachbargipfeln ähnelt der Berg einem Kondor mit ausgebreiteten Flügeln. Der Condoriri ist dabei der Kopf des Kondors (Cabeza de Cóndor), während die beiden Nebengipfel den linken (Ala Izquierda, 5532 m) und den rechten Flügel (Ala Derecha, 5482 m) bilden.

### Erstbesteigung
Die Erstbesteigung gelang Wilfrid Kühm im April 1940 im Alleingang. Er wählte die heute als Normalweg geltende Route über den Südwestgrat.
Die direkte Route durch die Südwand wurde erstmals 1973 durch Angelo Gelmi, José Ferrari und Alain Mesili erfolgreich durchstiegen. 1996 gelang der Direktanstieg durch die Südostwand durch E. Monasterios und J. Ogden.

## Lage und Umgebung
Der Nevado Condoriri liegt in der Cordillera Real im Osten der Condoriri-Gruppe nördlich der Hauptstadt La Paz und gehört verwaltungsseitig zum Departamento La Paz.

## Routen zum Gipfel

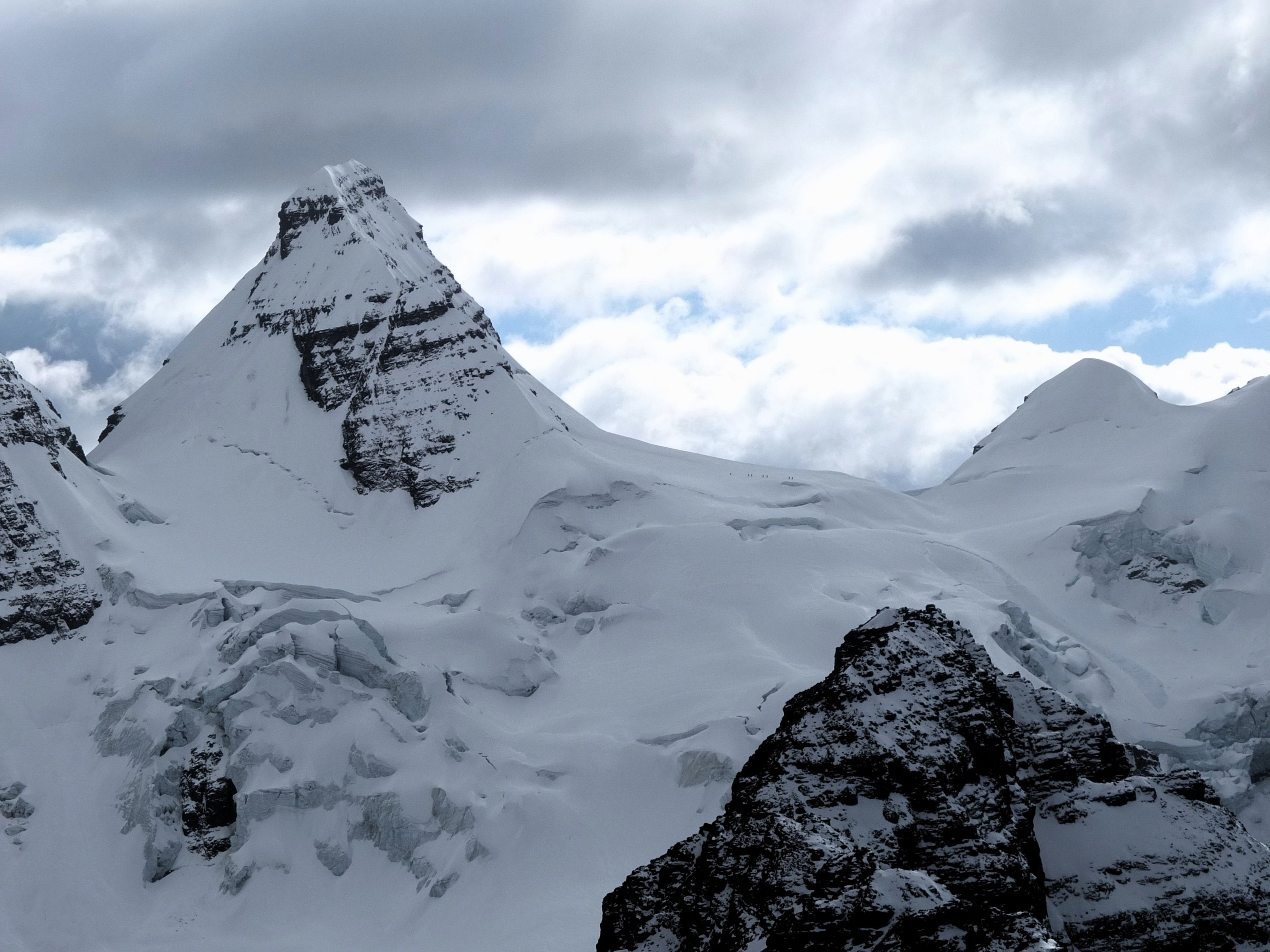
Bergsteiger beim Anstieg zum SW-Grat auf dem Condoriri-Gletscher.

Für die Besteigung des Condoriri wird ein Basislager auf rund 4700 m an der Laguna Chiar Khota genutzt. Es ist von La Paz über den Ort Tuni (4438 m) und einer anschließenden dreistündigen Wanderung vorbei am Tunisee innerhalb eines Tages zu erreichen. Auf 5100 m Höhe kann ein Hochlager angelegt werden.
Die Normalroute verläuft über den Südwestgrat als 55° steile kombinierte Eis-/Felstour.